# Епіциклічна частота
Епіциклічна частота — це частота, з якою коливатися тіло, слабко зміщене відносно колової орбіти в симетричному гравітаційному потенціалі. При цьому рух досліджуються в системі відліку, пов'язаній з «ведучим центром» — уявною точкою на незбуреній коловій орбіті з тим самим періодом обертання. Назва походить від епіциклів, якими описувався руз планет в системі Птолемея, і на які буває схожим обертання тіла навколо ведучого центру.
Поняття епіциклічної частоти буває зручним для опису різних астрофізичних дисків: руху частинок в кільцях планет, руху газу в акреційному диску, зоряної динаміки в галактичному диску. Іноді це поняття також використовують для дослідження кеплерівських орбіт в небесній механіці або динаміці космічних кораблей.
Епіциклічна частота {\displaystyle \kappa } виражається через період обертання {\displaystyle \Omega } і радіус R наступною формулою:
{\displaystyle \kappa ^{2}\equiv {\frac {2\Omega }{R}}{\frac {d}{dR}}(R^{2}\Omega )}
Для кеплерівської орбіти {\displaystyle \kappa =\Omega }, епіциклічний і орбітальний рух синхронізовані, і орбіта замкнута.

## Опис
В астрофізиці може розглядатися рух тіла у певному гравітаційному потенціалі, наприклад, рух у галактиці. Однак навіть якщо гравітаційний потенціал є симетричним щодо будь-якої виділеної осі, то рівняння, що описують рух тіла, можуть мати аналітичні розв'язки лише в окремих випадках — наприклад, в задачі двох тіл, коли вся маса, що створює поле тяжіння, знаходиться в одній точці. Ця обставина змушує розглядати рух у спрощеному вигляді. Якщо траєкторія руху зорі в галактиці близька до кола, можна розглянути колову орбіту в площині галактики, за якою рух відбувався б з тією ж частотою {\displaystyle \Omega }, та досліджувати коливання зорі навколо точки на цій коловій орбіті. Частота таких коливань у площині диска називається епіциклічною частотою та позначається {\displaystyle \kappa }. Наприклад, для потенціалу точкової маси, в якому {\displaystyle \Omega \propto R^{-3/2}}, і рух пробного тіла відбувається за законами Кеплера, {\displaystyle \kappa =\Omega }. В інших випадках, які можуть виникнути на практиці, найчастіше {\displaystyle \Omega \lesssim \kappa \lesssim 2\Omega }.
Розгляд задачі у такому вигляді називається епіциклічним наближенням. Назва пов'язана з тим, що рух у площині галактики щодо колового руху відбувається за еліпсом і тим самим нагадує рух епіциклом.

### Вивод
У загальному вигляді рівняння руху зорі у циліндричних координатах {\displaystyle R,\theta ,z} у потенціалі {\displaystyle \Phi =\Phi (R,\theta ,z)} виглядають наступним чином:
{\displaystyle {\frac {d^{2}R}{dt^{2}}}=R\left({\frac {d\theta }{dt}}\right)^{2}+{\frac {\partial \Phi }{\partial R}}\,,}
{\displaystyle {\frac {d}{dt}}\left(R^{2}{\frac {d\theta }{dt}}\right)={\frac {\partial \Phi }{\partial \theta }}\,,}
{\displaystyle {\frac {d^{2}z}{dt^{2}}}={\frac {\partial \Phi }{\partial z}}\,.}
Для осесиметричного потенціалу {\displaystyle \Phi =\Phi (R,z)} друге з цих рівнянь має 0 в правій частині і після інтегрування дає {\displaystyle R^{2}{\frac {d\theta }{dt}}=h}, де {\displaystyle h} — стала, звана інтегралом площ. Рух орбітою, близькою до колової, можна представити як суму колового руху по орбіті навколо центру галактики у площині диска і малих відхилень. У циліндричних координатах {\displaystyle R,\theta ,z} рух буде виражено формулами:
{\displaystyle R=R_{0}+\delta R\,,}
{\displaystyle \theta =\theta _{0}+\delta \theta =\omega _{0}(t-t_{0})+\delta \theta \,,}
{\displaystyle z=\delta z\,.}
Тут {\displaystyle R_{0}} — Радіус відповідної колової орбіти, {\displaystyle \theta _{0}} — азимутальний кут відносно центру галактики для рівномірного колового руху. Для заданої орбіти можна визначити {\displaystyle R_{0}} так, щоб {\displaystyle h} для колової орбіти з радіусом {\displaystyle R_{0}} збігався з {\displaystyle h} для заданої орбіти. Також за допомогою {\displaystyle h} можна переписати перше рівняння руху.
{\displaystyle {\frac {d^{2}R}{dt^{2}}}={\frac {h^{2}}{R^{3}}}+{\frac {\partial \Phi }{\partial R}}\,,}
{\displaystyle R^{2}{\frac {d\theta }{dt}}=h\,,}
{\displaystyle {\frac {d^{2}z}{dt^{2}}}={\frac {\partial \Phi }{\partial z}}\,.}
Частота обертання галактики {\displaystyle \omega _{0}} на радіусі {\displaystyle R_{0}} визначається як {\displaystyle \omega _{0}=h/R_{0}^{2}}. Розглядаючи колові орбіти, з першого рівняння можна отримати такий вираз, в якому нижній індекс 0 означає взяття похідної в точці {\displaystyle R_{0}}:
{\displaystyle h^{2}=-R_{0}^{3}\left({\frac {\partial \Phi }{\partial R}}\right)_{0}\,.}
Потенціал {\displaystyle \Phi (R,z)} можна розкласти в ряд за степенями {\displaystyle R-R_{0}} і {\displaystyle z} і залишити лише перші степені. Тоді вийде:
{\displaystyle {\frac {d^{2}R}{dt^{2}}}=\left[1-\left({\frac {R}{R_{0}}}\right)^{-3}\right]\left({\frac {\partial \Phi }{\partial R}}\right)_{0}+\left({\frac {\partial ^{2}\Phi }{\partial R^{2}}}\right)(R-R_{0})\,,}
{\displaystyle {\frac {d\theta }{dt}}=\omega _{0}\left({\frac {R}{R_{0}}}\right)^{-2}\,,}
{\displaystyle {\frac {d^{2}z}{dt^{2}}}=\left({\frac {\partial ^{2}\Phi }{\partial z^{2}}}\right)_{0}z\,.}
Повертаючись до значень малих відхилень від колового руху, можна переписати рівняння так:
{\displaystyle {\frac {d^{2}\delta R}{dt^{2}}}=\left({\frac {\partial ^{2}\Phi }{\partial R^{2}}}+{\frac {3}{R}}{\frac {\partial \Phi }{\partial R}}\right)_{0}\delta R\,,}
{\displaystyle {\frac {d\delta \theta }{dt}}=-2{\frac {\omega _{0}}{R_{0}}}\delta R\,,}
{\displaystyle {\frac {d^{2}\delta z}{dt^{2}}}=\left({\frac {\partial ^{2}\Phi }{\partial z^{2}}}\right)_{0}\delta z\,.}
Значення в дужках зазвичай є від'ємними, і тоді перше і третє рівняння є рівняннями гармонічних коливань. Можна ввести такі позначення:
{\displaystyle \left({\frac {\partial ^{2}\Phi }{\partial R^{2}}}+{\frac {3}{R}}{\frac {\partial \Phi }{\partial R}}\right)_{0}=-\kappa ^{2}\,,}
{\displaystyle \left({\frac {\partial ^{2}\Phi }{\partial z^{2}}}\right)_{0}=-\nu ^{2}\,.}
Тоді рішення рівнянь набудуть наступного вигляду:
{\displaystyle \delta R=a\sin \kappa (t-t_{1})\,,}
{\displaystyle \delta \theta =2{\frac {\omega _{0}}{\kappa R_{0}}}a\cos \kappa (t-t_{1})\,,}
{\displaystyle \delta z=b\sin \nu (t-t_{2})\,.}
У цих формулах {\displaystyle a,b,t_{1},t_{2}} — сталі інтегрування. Вид формул означає, що при відхиленні від колової орбіти тіло в галактичній площині рухається еліпсом навколо точки на коловій орбіті з частотою {\displaystyle \kappa }, а вздовж осі {\displaystyle z} здійснює гармонічні коливання із частотою {\displaystyle \nu }. Величина {\displaystyle \kappa } і називається епіциклічною частотою, а {\displaystyle \nu } — вертикальною частотою, її квадрат називають динамічним параметром і часто позначають {\displaystyle C^{2}}. Частоти обертання навколо центру галактики, коливань у площині галактики й перпендикулярно до неї зазвичай не збігаються, так що орбіта в загальному випадку не замкнута.

## Застосування
Епіциклічну частоту в околицях Сонця можна оцінити через сталі Оорта: {\displaystyle \kappa ^{2}=4B(B-A)}. В цій області {\displaystyle \kappa } дорівнює приблизно 32 км/с/кпк, і період епіциклічних коливань становить приблизно 80 % періоду обертання Галактики. Динамічний параметр {\displaystyle C^{2}} залежить від дисперсії швидкостей {\displaystyle \sigma _{z}} у напрямку, перпендикулярному до диску Галактики, та розподілу густини {\displaystyle \rho }:
{\displaystyle C^{2}=-\sigma _{z}^{2}{\frac {\partial ^{2}\ln \rho }{\partial z^{2}}}\,.}
В околицях Сонця період вертикальних коливань становить 45 % періоду обертання Галактики. Густину речовини в диску Галактики поблизу Сонця можна виразити через динамічний параметр і сталі Оорта:
{\displaystyle 4\pi G\rho =C^{2}-2(A^{2}-B^{2})\,.}
Оцінка густини, отримана таким чином, називається динамічною і становить для околиць Сонця 6 × 10−24 г/см3.